# Club Atlético Las Delicias
El Club Atlético Las Delicias es un club de fútbol uruguayo afincado en Minas, (Lavalleja). Fue fundado en 1929 y juega en la Liga Minuana de Fútbol de Lavalleja.

## Historia
En la zona de Las Delicias se jugaba fútbol entre equipos de barrios, distintos cuadros y en algunos casos distintos nombres pasaron hasta que finalmente surge en 1928 el nombre que permanece hasta hoy: Las Delicias. Sin embargo el club se funda en 1929 y su primer presidente fue el sr. Amado Inzaurralde. El 25 de agosto de ese mismo año hace su debut en la recientemente creada Divisional Intermedia empatando a 1 frente a Verdún, los otros clubes participantes fueron: Luz y Sombra, Sportivo Minas y Estación, los dos últimos siguen vigentes.
Debió esperar hasta la década del '60 para festejar su primer título cuando levanta la copa del Campeonato Minuano de 1964, al año siguiente logra el bicampeonato. Gracias a estos títulos la albiceleste es el primer equipo del departamento en clasificar a la Copa El País, copa que se disputa desde 1965.
Su escenario deportivo se le conoce simplemente como Cancha de Las Delicias, inaugurada el 9 de agosto de 1998 con un empate a 1 frente a Central Sportivo.

### Participación en Copa El País
Las Delicias es el primer equipo de Lavalleja en clasificar a la Copa El País y el que más veces ha participado (8).
- En 1965 enfrenta en su serie al River Plate de Rocha y al Atenas de San Carlos, se despide del torneo con dos victorias, un empate y una derrota.[3]

- En 1966 sus rivales fueron Lavalleja de Rocha y RAUSA de Gregorio Aznárez y tampoco pasa de la fase de grupo.[4]

- En 1991 se enfrenta al Progreso de Estación Atlántida en llave de ida y vuelta. Luego de ganar de local 3 a 2 y perder de visita por 2 a 1, define por penales pasando de fase. En mayo, el Central Palestino del Chuy lo elimina de la competencia al derrotarlo en los dos partidos por 2 a 0.[5]

- En 1993 pasa la primera llave luego de vencer a Wanderers Atlético Club de Santa Lucía por penales. En la segunda fase, es dejado afuera nuevamente por el Central Palestino del Chuy.[6]

- En 1994 pierde 2 a 0 contra Tabaré de Rocha y empata a 0 de local, de esta forma queda en la primera fase.[7]

- En 2004, luego de perder de visita en San Carlos frente a Libertad de esa ciudad y empate de local sale de competencia con un resultado global de 5 a 1.[8]

- En 2006 vence a 21 de Abril de Fray Marcos por 4 a 2 y 1 a 0. La segunda fase de ese año tuvo 7 series de 4 equipos, en el de Las Delicias lo integraban también: Wanderers y Deportivo Artigas de Durazno y el Avenida de Florida y con una actuación de 3 triunfos, 2 empates y una derrota clasifica primero en su serie. Ya en octavos vence al Atlético de Florida por 1 a 0 en la visita y una goleada de 4 a 0 en Minas, siendo este su mejor resultado en la copa. En cuartos de final empata en las dos oportunidades frente al Peñarol de Tarariras pero queda afuera por menor cantidad de goles de visitante.[9]

- En 2007, no logra pasar de la primera fase al quedar tercero en el cuadrangular integrado además por Atlético Fernandino de Maldonado, Palermo de Rocha y Centro Uruguayo de Mariscala.[10]

## Actualidad
Las Delicias ha concentrado sus títulos en los últimas años, obteniendo 3 títulos en la década del '90, 3 más en la década siguiente y el reciente título del 2011.
Según el último ranking de clubes confeccionado por el Grupo de Investigación y Estadísticas del Fútbol del Interior (GIEFI), se halla en el puesto 98 entre los 450 clubes del interior relevados; y tercero entre los 12 clubes minuanos. También, se encuentra en la 48.ª posición de la tabla histórica (con 53 puntos) entre los 348 clubes participantes de la Copa El País. En cuanto a la cantidad de campeonatos de liga está 4º con 10 títulos, 3 menos que el máximo galardonado Nacional.

## Uniforme
- Uniforme titular: La camiseta presenta gruesos bastones verticales alternando blanco y celeste similar a su escudo y el pantalón negro.

## Palmarés[13]
- Campeonato Minuano (10): 1964, 1965, 1975, 1990, 1992, 1993, 2003, 2005, 2006 y 2011.